# Neuvième circonscription du Val-de-Marne
La neuvième circonscription du Val-de-Marne est l'une des 11 circonscriptions législatives françaises que compte le département du Val-de-Marne (94) situé en région Île-de-France.

## Description géographique et démographique
La neuvième circonscription du Val-de-Marne est délimitée par le découpage électoral de la loi no 86-1197 du 24 novembre 1986
, elle regroupe les divisions administratives suivantes : 
- Canton d'Alfortville-Nord
- Canton d'Alfortville-Sud
- Canton de Vitry-sur-Seine-Est
- Canton de Vitry-sur-Seine-Ouest

D'après le recensement général de la population en 1999, réalisé par l'Institut national de la statistique et des études économiques (INSEE), la population totale de cette circonscription est estimée à 90 248 habitants,.

## Historique des députations
| Législature | Début de mandat   | Fin de mandat  | Député            | Parti politique | Observations |
| ----------- | ----------------- | -------------- | ----------------- | --------------- | --- |
| VIIIe       | 2 avril 1986      | 14 mai 1988    | Aucun             | Aucun           | Proportionnelle par département, pas de député par circonscription. Mandat écourté à la suite d'une dissolution parlementaire décidée par François Mitterrand. |
| IXe         | 23 juin 1988      | 1er avril 1993 | René Rouquet,     | PS,             | |
| Xe          | 2 avril 1993      | 21 avril 1997  | Paul Mercieca,    | PCF,            | Mandat écourté à la suite d'une dissolution parlementaire décidée par Jacques Chirac. |
| XIe         | 12 juin 1997      | 18 juin 2002   | René Rouquet,     | PS,             | |
| XIIe        | 19 juin 2002      | 19 juin 2007   | René Rouquet,     | PS,             | |
| XIIIe       | 20 juin 2007      | 19 juin 2012   | René Rouquet,     | PS,             | |
| XIVe        | 20 juin 2012      | 20 juin 2017   | René Rouquet      | PS              | |
| XVe         | 21 juin 2017      | 23 juin 2020   | Luc Carvounas     | PS              | Luc Carvounas ayant été élu maire d'Alfortville en mai 2020 et contraint par la législation limitant le cumul des mandats en France doit démissionner dans le mois de son mandat de député du Val-de-Marne. Sa suppléante, elle-même en situation d'incompatibilité, ne peut siéger et des élections législatives partielles sont organisées en septembre 2020. |
| XVe         | 24 juin 2020      | 24 juin 2020   | Sarah Taillebois  | DVG             | Luc Carvounas ayant été élu maire d'Alfortville en mai 2020 et contraint par la législation limitant le cumul des mandats en France doit démissionner dans le mois de son mandat de député du Val-de-Marne. Sa suppléante, elle-même en situation d'incompatibilité, ne peut siéger et des élections législatives partielles sont organisées en septembre 2020. |
| XVe         | 28 septembre 2020 | 21 juin 2022   | Isabelle Santiago | PS              | Luc Carvounas ayant été élu maire d'Alfortville en mai 2020 et contraint par la législation limitant le cumul des mandats en France doit démissionner dans le mois de son mandat de député du Val-de-Marne. Sa suppléante, elle-même en situation d'incompatibilité, ne peut siéger et des élections législatives partielles sont organisées en septembre 2020. |
| XVIe        | 22 juin 2022      | 9 juin 2024    | Isabelle Santiago | PS              | Mandat écourté à la suite d'une dissolution parlementaire décidée par Emmanuel Macron. |
| XVIIe       | 8 juillet 2024    | En cours       | Isabelle Santiago | PS              | |

## Historique des élections

### Élections de 1988
| Candidat       | Candidat             | Parti             | Premier tour | Premier tour | Second tour | Second tour |  |
| Candidat       | Candidat             | Parti             | Voix         | %            | Voix        | %           |  |
| -------------- | -------------------- | ----------------- | ------------ | ------------ | ----------- | ----------- |  |
|                | René Rouquet élu     | PS                | 11 708       | 38,47        | 18 643      | 100,00      |  |
|                | Paul Mercieca        | PCF               | 8 287        | 27,23        | Retrait     | Retrait     |  |
|                | Fernand Saal         | UDF (PR) (URC)    | 5 223        | 17,16        |             |             |  |
|                | Jean-Pascal Doche    | FN                | 3 779        | 12,42        |             |             |  |
|                | Gérard Massip        | Divers écologiste | 1 342        | 4,41         |             |             |  |
|                | Marguerite Labastire | POE               | 95           | 0,31         |             |             |  |
|                |                      |                   |              |              |             |             |  |
| Inscrits       | Inscrits             | Inscrits          | 52 441       | 100,00       | 52 433      | 100,00      |  |
| Abstentions    | Abstentions          | Abstentions       | 21 514       | 41,03        | 27 809      | 53,04       |  |
| Votants        | Votants              | Votants           | 30 927       | 58,97        | 24 624      | 46,96       |  |
| Blancs et nuls | Blancs et nuls       | Blancs et nuls    | 493          | 1,59         | 5 981       | 24,29       |  |
| Exprimés       | Exprimés             | Exprimés          | 30 434       | 98,41        | 18 643      | 75,71       |  |

Le suppléant de René Rouquet était Jean-Marc Bourjac, maire adjoint de Vitry-sur-Seine.

### Élections de 1993
| Candidat       | Candidat                | Parti                      | Premier tour | Premier tour | Second tour | Second tour |  |
| Candidat       | Candidat                | Parti                      | Voix         | %            | Voix        | %           |  |
| -------------- | ----------------------- | -------------------------- | ------------ | ------------ | ----------- | ----------- |  |
|                | Paul Mercieca élu       | PCF                        | 7 069        | 23,18        | 15 680      | 56,24       |  |
|                | René Rouquet sortant    | PS (ADFP)                  | 6 744        | 22,12        | Retrait     | Retrait     |  |
|                | Fernand Saal            | UDF (PR)                   | 6 395        | 20,97        | 12 202      | 43,76       |  |
|                | Thierry Auriat          | FN                         | 4 043        | 13,26        |             |             |  |
|                | Dominique Tricaud       | GÉ (EÉ)                    | 2 199        | 7,21         |             |             |  |
|                | Serge Franceschi        | Divers gauche (Maj. prés.) | 1 605        | 5,26         |             |             |  |
|                | Jeannine Arnaud         | LT-LNÉ                     | 827          | 2,71         |             |             |  |
|                | Thierry Plaza           | Divers écologiste          | 556          | 1,82         |             |             |  |
|                | Serge Franceschina      | LO                         | 413          | 1,35         |             |             |  |
|                | Daniel Philippon        | UDI                        | 246          | 0,81         |             |             |  |
|                | Danièle Ducas-Poupardin | LCR                        | 210          | 0,69         |             |             |  |
|                | Pierre Vercruysse       | PT                         | 187          | 0,61         |             |             |  |
|                |                         |                            |              |              |             |             |  |
| Inscrits       | Inscrits                | Inscrits                   | 46 932       | 100,00       | 46 932      | 100,00      |  |
| Abstentions    | Abstentions             | Abstentions                | 15 360       | 32,73        | 16 687      | 35,56       |  |
| Votants        | Votants                 | Votants                    | 31 572       | 67,27        | 30 245      | 64,44       |  |
| Blancs et nuls | Blancs et nuls          | Blancs et nuls             | 1 078        | 3,41         | 2 363       | 7,81        |  |
| Exprimés       | Exprimés                | Exprimés                   | 30 494       | 96,59        | 27 882      | 92,19       |  |

Le suppléant de Paul Mercieca était Michel Germa, Président du Conseil général.

### Élections de 1997
| Candidat       | Candidat              | Parti             | Premier tour | Premier tour | Second tour | Second tour |  |
| Candidat       | Candidat              | Parti             | Voix         | %            | Voix        | %           |  |
| -------------- | --------------------- | ----------------- | ------------ | ------------ | ----------- | ----------- |  |
|                | René Rouquet élu      | PS                | 8 830        | 30,46        | 17 218      | 100,00      |  |
|                | Paul Mercieca sortant | PCF               | 7 131        | 24,6         | Retrait     | Retrait     |  |
|                | Fernand Saal          | UDF (Rad)         | 4 607        | 15,89        |             |             |  |
|                | Jean-Louis Desbordes  | FN                | 4 354        | 15,02        |             |             |  |
|                | Christian Brett       | Les Verts         | 819          | 2,83         |             |             |  |
|                | Raymond Gabet         | LO                | 751          | 2,59         |             |             |  |
|                | Fabrice Haccoun       | GÉ                | 602          | 2,08         |             |             |  |
|                | Philippe Bertet       | LDI (MPF)         | 463          | 1,6          |             |             |  |
|                | Fatma Vichy           | MÉI               | 253          | 0,87         |             |             |  |
|                | Pedro Carrasquedo     | Extrême gauche    | 240          | 0,83         |             |             |  |
|                | Bernard Moll          | LCR               | 202          | 0,7          |             |             |  |
|                | Daniel Monaury        | Divers écologiste | 190          | 0,66         |             |             |  |
|                | Pierre Fedick         | US4J              | 175          | 0,6          |             |             |  |
|                | Pierre Vercruysse     | PT                | 162          | 0,56         |             |             |  |
|                | Abdelmoutaki Terrada  | Divers gauche     | 134          | 0,46         |             |             |  |
|                | Philippe Le Duigou    | Divers            | 72           | 0,25         |             |             |  |
|                |                       |                   |              |              |             |             |  |
| Inscrits       | Inscrits              | Inscrits          | 45 452       | 100,00       | 45 452      | 100,00      |  |
| Abstentions    | Abstentions           | Abstentions       | 15 575       | 34,27        | 21 316      | 46,9        |  |
| Votants        | Votants               | Votants           | 29 877       | 65,73        | 24 136      | 53,1        |  |
| Blancs et nuls | Blancs et nuls        | Blancs et nuls    | 892          | 2,99         | 6 918       | 28,66       |  |
| Exprimés       | Exprimés              | Exprimés          | 28 985       | 97,01        | 17 218      | 71,34       |  |

Le suppléant de René Rouquet était Jean-Marc Bourjac, maire adjoint de Vitry-sur-Seine, chargé de ia communication et des relations extérieures au sein d’une importante caisse de retraite complémentaire.

### Élections de 2002
| Candidat       | Candidat                   | Parti               | Premier tour | Premier tour | Second tour | Second tour |  |
| Candidat       | Candidat                   | Parti               | Voix         | %            | Voix        | %           |  |
| -------------- | -------------------------- | ------------------- | ------------ | ------------ | ----------- | ----------- |  |
|                | René Rouquet sortant réélu | PS (Les Verts, PRG) | 10 487       | 38,38        | 13 929      | 57,27       |  |
|                | Nathalie Bouquet           | UMP                 | 7 985        | 29,22        | 10 393      | 42,73       |  |
|                | Jacques Perreux            | PCF                 | 3 378        | 12,36        |             |             |  |
|                | Édouard Fontana            | FN                  | 2 861        | 10,47        |             |             |  |
|                | Bernard Galin              | LO                  | 519          | 1,9          |             |             |  |
|                | Bernardette Lépine-Poilvé  | Pôle républicain    | 374          | 1,37         |             |             |  |
|                | Raymond Gabet              | LO                  | 313          | 1,15         |             |             |  |
|                | Pierre Fouchard            | MNR                 | 274          | 1            |             |             |  |
|                | Gérard Mathieu             | MÉI                 | 228          | 0,83         |             |             |  |
|                | Frédéric Mangin            | PT                  | 208          | 0,76         |             |             |  |
|                | Daniel Monaury             | GÉ                  | 198          | 0,72         |             |             |  |
|                | Brigitte Oke               | Divers écologiste   | 188          | 0,69         |             |             |  |
|                | Jean Lesvignes             | Extrême gauche      | 120          | 0,44         |             |             |  |
|                | René Bistondi              | Divers gauche       | 100          | 0,44         |             |             |  |
|                | Patricia Andrieux          | CPNT                | 94           | 0,34         |             |             |  |
|                |                            |                     |              |              |             |             |  |
| Inscrits       | Inscrits                   | Inscrits            | 46 599       | 100,00       | 46 599      | 100,00      |  |
| Abstentions    | Abstentions                | Abstentions         | 18 745       | 40,23        | 21 421      | 45,97       |  |
| Votants        | Votants                    | Votants             | 27 854       | 59,77        | 25 178      | 54,03       |  |
| Blancs et nuls | Blancs et nuls             | Blancs et nuls      | 527          | 1,89         | 856         | 3,4         |  |
| Exprimés       | Exprimés                   | Exprimés            | 27 327       | 98,11        | 24 322      | 96,6        |  |

Le suppléant de René Rouquet était Jean-Marc Bourjac.

### Élections de 2007
| Candidat       | Candidat                   | Parti          | Premier tour | Premier tour | Second tour | Second tour |  |
| Candidat       | Candidat                   | Parti          | Voix         | %            | Voix        | %           |  |
| -------------- | -------------------------- | -------------- | ------------ | ------------ | ----------- | ----------- |  |
|                | René Rouquet sortant réélu | PS             | 10 502       | 38,19        | 16 390      | 64,99       |  |
|                | Emmanuel Njoh              | UMP            | 6 954        | 25,29        | 8 830       | 35,01       |  |
|                | Évelyne Rabardel           | PCF            | 2 916        | 10,6         |             |             |  |
|                | François Viste             | UDF–MoDem      | 2 295        | 8,34         |             |             |  |
|                | Romain Vincent             | FN             | 1 650        | 6            |             |             |  |
|                | Jean Couthures             | Les Verts      | 1 080        | 3,93         |             |             |  |
|                | Florence Allègre-Boubekri  | LCR            | 966          | 3,51         |             |             |  |
|                | Monique Charlieu           | MNR            | 280          | 1,02         |             |             |  |
|                | Raymond Gabet              | LO             | 236          | 0,86         |             |             |  |
|                | Binkira Binki              | Divers         | 225          | 0,82         |             |             |  |
|                | Émilie Mghaieth            | Divers         | 204          | 0,74         |             |             |  |
|                | Michèle Mikognatis         | PT             | 189          | 0,69         |             |             |  |
|                | Hélène Delecourt           | Divers         | 5            | 0,02         |             |             |  |
|                |                            |                |              |              |             |             |  |
| Inscrits       | Inscrits                   | Inscrits       | 51 790       | 100,00       | 51 790      | 100,00      |  |
| Abstentions    | Abstentions                | Abstentions    | 23 767       | 45,89        | 25 644      | 49,52       |  |
| Votants        | Votants                    | Votants        | 28 023       | 54,11        | 26 146      | 50,48       |  |
| Blancs et nuls | Blancs et nuls             | Blancs et nuls | 521          | 1,86         | 926         | 3,54        |  |
| Exprimés       | Exprimés                   | Exprimés       | 27 502       | 98,14        | 25 220      | 96,46       |  |

### Élections de 2012
| Candidat       | Candidat                   | Parti          | Premier tour | Premier tour | Second tour | Second tour |  |
| Candidat       | Candidat                   | Parti          | Voix         | %            | Voix        | %           |  |
| -------------- | -------------------------- | -------------- | ------------ | ------------ | ----------- | ----------- |  |
|                | René Rouquet sortant réélu | PS             | 12 065       | 46,40        | 16 826      | 70,71       |  |
|                | Monique Taron              | UMP            | 4 411        | 16,96        | 6 970       | 29,29       |  |
|                | Evelyne Rabardel           | FG (PCF)       | 3 731        | 14,35        |             |             |  |
|                | Pierre Fouchard            | FN             | 3 039        | 11,69        |             |             |  |
|                | Aminata Niakaté            | EÉLV           | 1 412        | 5,43         |             |             |  |
|                | Nathalie Sérot-Petat       | MoDem          | 639          | 2,46         |             |             |  |
|                | Patrick Leiseing           | AÉI            | 260          | 1,00         |             |             |  |
|                | Josiane Le Boïté           | NPA            | 170          | 0,65         |             |             |  |
|                | Claire Maury               | LO             | 141          | 0,54         |             |             |  |
|                | Jean-Paul Peyre            | Extrême gauche | 136          | 0,52         |             |             |  |
|                |                            |                |              |              |             |             |  |
| Inscrits       | Inscrits                   | Inscrits       | 53 318       | 100,00       | 52 760      | 100,00      |  |
| Abstentions    | Abstentions                | Abstentions    | 26 955       | 50,56        | 28 090      | 53,24       |  |
| Votants        | Votants                    | Votants        | 26 363       | 49,44        | 24 670      | 46,76       |  |
| Blancs et nuls | Blancs et nuls             | Blancs et nuls | 359          | 1,36         | 874         | 3,54        |  |
| Exprimés       | Exprimés                   | Exprimés       | 26 004       | 98,64        | 23 796      | 96,46       |  |

### Élections de 2017
|                                                                              |                                                                                      |                           |                           |                          |                          |
|                                                                              |                                                                                      | Premier tour 11 juin 2017 | Premier tour 11 juin 2017 | Second tour 18 juin 2017 | Second tour 18 juin 2017 |
|                                                                              |                                                                                      |                           |                           |                          |                          |
|                                                                              |                                                                                      | Nombre                    | % des inscrits            | Nombre                   | % des inscrits           |
| Inscrits                                                                     | Inscrits                                                                             | 53 666                    | 100,00                    | 53 666                   | 100,00                   |
| Abstentions                                                                  | Abstentions                                                                          | 30 758                    | 57,31                     | 33 376                   | 62,19                    |
| Votants                                                                      | Votants                                                                              | 22 908                    | 42,69                     | 20 290                   | 37,81                    |
|                                                                              |                                                                                      |                           | % des votants             |                          | % des votants            |
| Bulletins blancs                                                             | Bulletins blancs                                                                     | 340                       | 1,48                      | 1 026                    | 5,06                     |
| Bulletins nuls                                                               | Bulletins nuls                                                                       | 166                       | 0,72                      | 488                      | 2,41                     |
| Suffrages exprimés                                                           | Suffrages exprimés                                                                   | 22 402                    | 97,79                     | 18 776                   | 92,54                    |
|                                                                              |                                                                                      |                           |                           |                          |                          |
| Candidat Étiquette politique (partis et alliances)                           | Candidat Étiquette politique (partis et alliances)                                   | Voix                      | % des exprimés            | Voix                     | % des exprimés           |
|                                                                              |                                                                                      |                           |                           |                          |                          |
|                                                                              | Gaëlle Marseau La République en marche                                               | 6 552                     | 29,25                     | 7 747                    | 41,26                    |
|                                                                              | Luc Carvounas Parti socialiste (Europe Écologie Les Verts - Parti radical de gauche) | 4 602                     | 20,54                     | 11 029                   | 58,74                    |
|                                                                              | Martine Lachaud La France insoumise                                                  | 3 514                     | 15,69                     |                          |                          |
|                                                                              | Fati Konate Parti communiste français                                                | 1 971                     | 8,80                      |                          |                          |
|                                                                              | François Paradol Front national                                                      | 1 913                     | 8,54                      |                          |                          |
|                                                                              | Bernadette Herault Les Républicains                                                  | 1 756                     | 7,84                      |                          |                          |
|                                                                              | Monique Yapo Écologiste (Alliance écologiste indépendante)                           | 418                       | 1,87                      |                          |                          |
|                                                                              | Rémy Ramassamy Debout la France                                                      | 403                       | 1,80                      |                          |                          |
|                                                                              | Christelle Kaczmarek Divers (Parti animaliste)                                       | 358                       | 1,60                      |                          |                          |
|                                                                              | Boris Milisavljevic Divers gauche (La Relève citoyenne)                              | 272                       | 1,21                      |                          |                          |
|                                                                              | Yahia Sahraoui Divers (Union populaire républicaine)                                 | 251                       | 1,12                      |                          |                          |
|                                                                              | Claire Maury Lutte ouvrière                                                          | 207                       | 0,92                      |                          |                          |
|                                                                              | Taryck Bensiali Divers (Parti du vote blanc)                                         | 103                       | 0,46                      |                          |                          |
|                                                                              | Christian Girondin Extrême gauche (Parti ouvrier indépendant démocratique)           | 82                        | 0,37                      |                          |                          |
|                                                                              | Drifa Belarbi Divers droite                                                          | 0                         | 0,00                      |                          |                          |
| Source : Ministère de l'Intérieur - Neuvième circonscription du Val-de-Marne |                                                                                      |                           |                           |                          |                          |

### Élection partielle du 20 et du 27 septembre 2020
En remplacement de Luc Carvounas, démissionnaire
|                          | Isabelle Santiago         | PS                       | 2 230  | 33,74 | 13,2   | 3 096  | 57,80 | 0,94 |  |  |
|                          | Sandra Regol              | EELV                     | 1 147  | 17,35 | Nv     | 2 260  | 42,20 | Nv   |  |  |
|                          | Jonathan Rosenblum        | LREM                     | 661    | 10,00 | 19,25  |        |       |      |  |  |
|                          | Fatmata Konaté            | PCF diss.                | 639    | 9,67  | 0,87   |        |       |      |  |  |
|                          | Gaëtan Dussausaye         | RN                       | 595    | 9,00  | 0,46   |        |       |      |  |  |
|                          | Michèle Bonhomme-Afflatet | LR                       | 594    | 8,99  | 1,15   |        |       |      |  |  |
|                          | Christian Benedetti       | LFI-PCF                  | 437    | 6,61  | 9,08   |        |       |      |  |  |
|                          | Sandrine Ruchot           | LO                       | 161    | 2,44  | 1,52   |        |       |      |  |  |
|                          | Abdallah Benbekta         | EELV diss.               | 146    | 2,21  | Nv     |        |       |      |  |  |
|                          |                           |                          |        |       |        |        |       |      |  |  |
| Suffrages exprimés       | Suffrages exprimés        | Suffrages exprimés       | 6 610  | 97,03 |        | 5 356  | 92,44 |      |  |  |
| Votes blancs             | Votes blancs              | Votes blancs             | 101    | 1,48  |        |        |       |      |  |  |
| Votes nuls               | Votes nuls                | Votes nuls               | 101    | 1,48  |        |        |       |      |  |  |
| Total                    | Total                     | Total                    | 6 812  | 100   | -      | 5 794  | 100   | -    |  |  |
| Abstentions              | Abstentions               | Abstentions              | 46 039 | 87,11 |        | 47 075 | 89,04 |      |  |  |
| Inscrits / participation | Inscrits / participation  | Inscrits / participation | 52 851 | 12,88 | 52 869 | 10,96  |       |      |  |  |

### Élections de 2022
Les élections législatives françaises de 2022 se déroulent les dimanches 12 et 19 juin 2022.
|                                                    |                                                                                    |                           |                           |                          |                          |
|                                                    |                                                                                    | Premier tour 12 juin 2022 | Premier tour 12 juin 2022 | Second tour 19 juin 2022 | Second tour 19 juin 2022 |
|                                                    |                                                                                    |                           |                           |                          |                          |
|                                                    |                                                                                    | Nombre                    | % des inscrits            | Nombre                   | % des inscrits           |
| Inscrits                                           | Inscrits                                                                           | 54 153                    | 100                       | 54 172                   | 100                      |
| Abstentions                                        | Abstentions                                                                        | 31 504                    | 58,18                     | 32 476                   | 59,95                    |
| Votants                                            | Votants                                                                            | 22 649                    | 41,82                     | 21 696                   | 40,05                    |
|                                                    |                                                                                    |                           | % des votants             |                          | % des votants            |
| Bulletins blancs                                   | Bulletins blancs                                                                   | 405                       | 1,79                      | 792                      | 3,65                     |
| Bulletins nuls                                     | Bulletins nuls                                                                     | 259                       | 1,14                      | 426                      | 1,96                     |
| Suffrages exprimés                                 | Suffrages exprimés                                                                 | 21 985                    | 97,07                     | 20 478                   | 94,39                    |
|                                                    |                                                                                    |                           |                           |                          |                          |
| Candidat Étiquette politique (partis et alliances) | Candidat Étiquette politique (partis et alliances)                                 | Voix                      | % des exprimés            | Voix                     | % des exprimés           |
|                                                    |                                                                                    |                           |                           |                          |                          |
|                                                    | Isabelle Santiago* Nouvelle Union populaire écologique et sociale Parti socialiste | 10 612                    | 48,27                     | 13 771                   | 67,25                    |
|                                                    | Jonathan Rosenblum Ensemble                                                        | 4 453                     | 20,25                     | 6 707                    | 32,75                    |
|                                                    | Wenqi Cui Rassemblement national                                                   | 2 297                     | 10,45                     |                          |                          |
|                                                    | Michèle Bonhomme-Afflatet Les Républicains                                         | 927                       | 4,22                      |                          |                          |
|                                                    | Christophe Jaubert Écologistes                                                     | 786                       | 3,58                      |                          |                          |
|                                                    | Simone Benouadah Reconquête                                                        | 749                       | 3,41                      |                          |                          |
|                                                    | Abdallah Benbetka Écologistes                                                      | 719                       | 3,27                      |                          |                          |
|                                                    | Emmanuel Ollivier Parti animaliste                                                 | 402                       | 1,83                      |                          |                          |
|                                                    | Lufian Ndongala Sans étiquette                                                     | 360                       | 1,64                      |                          |                          |
|                                                    | Sandrine Ruchot Lutte ouvrière                                                     | 357                       | 1,62                      |                          |                          |
|                                                    | Monia Mahmoudi Sans étiquette                                                      | 146                       | 0,66                      |                          |                          |
|                                                    | Véronique Ducandas Parti ouvrier indépendant démocratique                          | 130                       | 0,59                      |                          |                          |
|                                                    | Ethan Gary Droite souverainiste                                                    | 47                        | 0,21                      |                          |                          |
| * Députée sortante                                 |                                                                                    |                           |                           |                          |                          |

### Élections législatives de 2024
|                          | Isabelle Santiago sortante réelue | PS (NFP)                 | UG                       | 19 548 | 58,09  |  |  |
|                          | Wenqi Cui                         | RN                       | RN                       | 6 083  | 18,08  |  |  |
|                          | Noémie Amirou                     | PRV (ENS)                | ENS                      | 4 964  | 14,75  |  |  |
|                          | Jérôme Aubertin                   | LR                       | LR                       | 1 353  | 4,02   |  |  |
|                          | Christophe Jaubert                | ÉAC                      | ECO                      | 730    | 2,17   |  |  |
|                          | Marie Vieira                      | LO                       | EXG                      | 353    | 1,05   |  |  |
|                          | Ambroise Ramassamy                | REC                      | REC                      | 353    | 1,05   |  |  |
|                          | Véronique Ducandas                | PT                       | EXG                      | 184    | 0,55   |  |  |
|                          | Sophie Ortole                     | EXD                      | EXD                      | 82     | 0,24   |  |  |
|                          | Luc Chevallier                    | NPA                      | EXG                      | 0      | 0,00   |  |  |
|                          |                                   |                          |                          |        |        |  |  |
| Votes valides            | Votes valides                     | Votes valides            | Votes valides            | 33 650 | 97,81  |  |  |
| Votes blancs             | Votes blancs                      | Votes blancs             | Votes blancs             | 469    | 1,36   |  |  |
| Votes nuls               | Votes nuls                        | Votes nuls               | Votes nuls               | 284    | 0,83   |  |  |
| Total                    | Total                             | Total                    | Total                    | 34 403 | 100,00 |  |  |
| Abstention               | Abstention                        | Abstention               | Abstention               | 20 042 | 36,81  |  |  |
| Inscrits / participation | Inscrits / participation          | Inscrits / participation | Inscrits / participation | 54 445 | 63,19  |  |  |

Le suppléant d'Isabelle Santiago est Pierre Bell-Lloch, maire PCF de Vitry-sur-Seine.

#### Département du Val-de-Marne
- La fiche de l'INSEE de cette circonscription : « Tableaux et Analyses de la neuvième circonscription du Val-de-Marne », sur insee.fr, site de l'Institut national de la statistique et des études économiques (consulté le 10 juin 2007) [PDF]

- « Tous les députés du département du Val-de-Marne depuis 1789 », sur assemblee-nationale.fr, site de l'Assemblée nationale française (consulté le 10 juin 2007)

- « Informations contentieuses sur le département du Val-de-Marne (Élections législatives de 2002) »(Archive.org • Wikiwix • Archive.is • Google • Que faire ?), sur conseil-constitutionnel.fr, site du Conseil constitutionnel (consulté le 13 juin 2007)

#### Circonscriptions en France
- « Carte des circonscriptions législatives en France », sur assemblee-nationale.fr, site de l'Assemblée nationale française (consulté le 10 juin 2007)

- « Résultats électoraux officiels en France »(Archive.org • Wikiwix • Archive.is • Google • Que faire ?), sur interieur.gouv.fr, site du ministère de l'Intérieur (France) (consulté le 13 juin 2007)

- Description et Atlas des circonscriptions électorales de France sur http://www.atlaspol.com, Atlaspol, site de cartographie géopolitique, consulté le 13 juin 2007.